# Bococizumab
Bococizumab (USAN; đang phát triển RN316 ) là một loại thuốc đó là trong phát triển bởi Pfizer nhắm đích PCSK9 để giảm LDL cholesterol. Pfizer đã rút thuốc khỏi sự phát triển vào tháng 11 năm 2016, xác định rằng nó "không có khả năng cung cấp giá trị cho bệnh nhân, bác sĩ hoặc cổ đông." 

## Mô tả
Bococizumab là một kháng thể đơn dòng ức chế PCSK9, một loại protein can thiệp vào việc loại bỏ LDL. Mức LDL là một yếu tố nguy cơ chính đối với bệnh tim mạch.

## Các thử nghiệm lâm sàng
Một nghiên cứu giai đoạn 2b trên bệnh nhân statin đã được trình bày tại Đại học Tim mạch Hoa Kỳ 2014. Tiêm hàng tháng hoặc hai tháng một lần dẫn đến giảm LDL-C đáng kể vào tuần thứ 12.
Các thử nghiệm SPIRE giai đoạn 3 có kế hoạch tuyển 17.000 bệnh nhân để đo lường nguy cơ tim mạch.   Những đối tượng không dung nạp và statin cao sẽ được đưa vào. 